# Ras Kamboni
La pequeña ciudad de Ras Kamboni (en idioma somalí:Ras Kambooni) se encuentra en el extremo sur de Somalia frente al Océano Índico a unos 3,4 kilómetros de la frontera con Kenia. Tiene una población de trescientas veintiocho personas.

## Historia
El 8 de enero de 2007, la Fuerza Aérea de los Estados Unidos bombardeó la localidad de Ras Kamboni, con la intención de asesinar a Fazul Abdullah Mohammed, el líder de Al Qaeda en el este de África, se sospechaba que se escondía en esta ciudad. En dicho ataque 24 personas perdieron la vida. Pero Fazul Abdullah Muhammad no se encontraba entre las víctimas.
El 20 de octubre de 2011, las tropas de Kenia le arrebataron el control de Ras Kamboni a la milicia armada fundamentalista llamada al-Shabbaab, que pretende instaurar en Somalia un estado de corte wahabí.